# Franz Dinghofer
Franz  Seraph Dinghofer (6. dubna 1873 Ottensheim – 12. ledna 1956 Vídeň) byl rakouský právník a politik, na počátku 20. století starosta Lince a poslanec Říšské rady, v poválečném období poslanec rakouské Národní rady, ministr spravedlnosti Rakouska a rakouský vicekancléř, později i prezident Nejvyššího soudního dvora Rakouska.

## Biografie
Vychodil národní školu a gymnázium. Absolvoval univerzitu ve Štýrském Hradci, kde promoval roku 1897. Působil jako soudce v Linci, Urfahru a Vídni. Angažoval se politice jako člen německých politických stran. V letech 1901–1918 byl členem obecní rady v Linci. V letech 1905–1907 byl náměstkem starosty a pak v období let 1907–1918 starostou Lince. V letech 1914–1918 byl též poslancem Hornorakouského zemského sněmu. Zakládal spolek Deutscher Volksbund. Byl členem německo-rakouského alpského spolku.
Na počátku 20. století se zapojil i do celostátní politiky. Ve volbách do Říšské rady roku 1911 získal mandát v Říšské radě (celostátní zákonodárný sbor) za obvod Horní Rakousy 2. Usedl do poslanecké frakce Německý národní svaz, do které se sloučily německé konzervativně-liberální a nacionální politické proudy. Ve vídeňském parlamentu setrval až do zániku monarchie. K roku 1911 se profesně uvádí jako starosta.
V letech 1918–1919 zasedal jako poslanec a jeden ze tří společných předsedů Provizorního národního shromáždění Německého Rakouska (Provisorische Nationalversammlung), nyní za Německou nacionální stranu (DnP), od roku 1920 za Velkoněmeckou lidovou stranu (GDVP). Od 4. března 1919 do 9. listopadu 1920 byl poslancem Ústavodárného národního shromáždění Rakouska, přičemž od 12. března 1919 byl místopředsedou tohoto zákonodárného sboru (oficiálně třetí prezident). Od 10. listopadu 1920 až do 6. listopadu 1928 zasedal coby poslanec rakouské Národní rady (do 20. října 1926 vykonával též funkci místopředsedy rakouské Národní rady). Jeho kariéra vyvrcholila v 2. polovině 20. let. Od 20. října 1926 do 19. května 1927 byl rakouským vicekancléřem a od 20. října 1926 do 4. července 1928 ministrem spravedlnosti Rakouska (ovšem až do 31. srpna 1927 pouze coby osoba pověřená vedením tohoto rezortu, teprve poté jako řádný ministr).
Zastával i významné posty v rakouském soudnictví. V roce 1924 se stal předsedou rady vrchního zemského soudu ve Vídni a v letech 1928–1938 byl prezidentem Nejvyššího soudního dvora Rakouska.
Byl zapřisáhlým antisemitou. V červenci 1940 vstoupil do NSDAP s členským číslem 8 450 902.